# Функция Химмельблау
Функция Химмельблау
Функция Химмельблау — мультимодальная функция двух переменных, используемая для проверки эффективности алгоритмов оптимизации, определяется формулой
{\displaystyle f(x,y)=(x^{2}+y-11)^{2}+(x+y^{2}-7)^{2}.}
Имеет локальный максимум с координатами {\displaystyle x\approx -0{,}270845}, {\displaystyle y\approx -0{,}923039} и значением {\displaystyle f(x,y)\approx 181{,}617} и четыре равнозначных локальных минимума:
- {\displaystyle f(3,2)=0},
- {\displaystyle f(-2{,}805118...,3{,}131312...)=0},
- {\displaystyle f(-3{,}779310...,-3{,}283186...)=0},
- {\displaystyle f(3{,}584428...,-1{,}848126...)=0}.

Координаты всех минимумов могут быть найдены аналитически.
Функция названа в честь Дэвида Мотнера Химельблау (англ. David Mautner Himmelblau, 1924—2011), который впервые её использовал.

## Ссылка
- Применение функции Химмельблау